# Verbandsgemeinde Gebhardshain

Lage der Verbandsgemeinde im Landkreis Altenkirchen (Westerwald)

Die Verbandsgemeinde Gebhardshain war eine Gebietskörperschaft im Landkreis Altenkirchen (Westerwald) in Rheinland-Pfalz. Der Verbandsgemeinde gehörten zwölf eigenständige Ortsgemeinden an, der Verwaltungssitz war in der namensgebenden Gemeinde Gebhardshain.
Zum 1. Januar 2017 wurde die Verbandsgemeinde Gebhardshain aufgelöst, die zugehörenden Gemeinden wurden der neuen Verbandsgemeinde Betzdorf-Gebhardshain zugeordnet.

## Verbandsangehörige Gemeinden
| Ortsgemeinde                       | Fläche (km²) | Einwohner |
| ---------------------------------- | ------------ | --------- |
| Dickendorf                         | 1,45         | 357       |
| Elben                              | 2,38         | 335       |
| Elkenroth                          | 8,15         | 1.819     |
| Fensdorf                           | 2,17         | 393       |
| Gebhardshain                       | 5,97         | 1.911     |
| Kausen                             | 3,61         | 762       |
| Malberg                            | 4,31         | 976       |
| Molzhain                           | 2,91         | 533       |
| Nauroth                            | 6,86         | 1.123     |
| Rosenheim (Landkreis Altenkirchen) | 4,10         | 767       |
| Steinebach/Sieg                    | 4,55         | 1.241     |
| Steineroth                         | 2,53         | 580       |
| Verbandsgemeinde Gebhardshain      | 48,98        | 10.797    |

(Einwohner am 31. Dezember 2015)

## Geschichte
Die Verbandsgemeinde entstand am 1. Oktober 1968 als Nachfolgerin der im Jahre 1816 gebildeten Bürgermeisterei Gebhardshain (seit 1927 Amt).

## Bevölkerungsentwicklung
Entwicklung der Einwohnerzahlen, bezogen auf das Gebiet der Verbandsgemeinde Gebhardshain bei ihrer Auflösung, die Werte von 1871 bis 1987 beruhen auf Volkszählungen:
| Jahr | Einwohner |
| ---- | --------- |
| 1815 | 1.915     |
| 1835 | 2.474     |
| 1871 | 3.235     |
| 1905 | 4.744     |
| 1939 | 6.422     |
| 1950 | 6.837     |

| Jahr | Einwohner |
| ---- | --------- |
| 1961 | 7.955     |
| 1970 | 9.182     |
| 1987 | 9.595     |
| 1997 | 11.059    |
| 2005 | 11.230    |
| 2015 | 10.797    |

## Politik

### Verbandsgemeinderat
Der letzte Verbandsgemeinderat Gebhardshain bestand aus 28 ehrenamtlichen Ratsmitgliedern, die bei der Kommunalwahl am 25. Mai 2014 in einer personalisierten Verhältniswahl gewählt wurden, und dem hauptamtlichen Bürgermeister als Vorsitzendem.
Die Sitzverteilung im Verbandsgemeinderat:
| Wahl | SPD | CDU | FDP | FWG | Gesamt   |
| ---- | --- | --- | --- | --- | -------- |
| 2014 | 5   | 15  | –   | 8   | 28 Sitze |
| 2009 | 5   | 15  | 2   | 6   | 28 Sitze |
| 2004 | 5   | 17  | 1   | 5   | 28 Sitze |

- FWG = Freie Wählergruppe Verbandsgemeinde Gebhardshain e. V.

### Bürgermeister
- 1907–1913: Hermann Josef Doetsch
- 1964‒1975: Hermann Hendricks (bis 1968 Amtsbürgermeister des Amtes Gebhardshain)
- 1975‒1984: Roland Schons
- 1984‒2002: Günter Schneider
- 2002–2016: Konrad Schwan (* 1953) (CDU)[4]

Seit dem 1. Juli 2002 war der am 28. Oktober 2001 im ersten Wahlgang mit einem Stimmenanteil von 51,11 % gewählte CDU-Kommunalpolitiker Konrad Schwan Bürgermeister. Am 27. September 2009 wurde er für eine zweite bis zum 30. Juni 2018 währende Wahlperiode im Amt bestätigt. Der Stimmenanteil betrug diesmal 82,4 %.

### Wappen
| Wappen von Verbandsgemeinde Gebhardshain | Blasonierung: „In rotem Feld drei silberne Rauten schrägrechts, begleitet von je drei goldenen Lilien oben und unten.“ |
| Wappen von Verbandsgemeinde Gebhardshain | Wappenbegründung: Das Wappen der Verbandsgemeinde Gebhardshain nimmt das Wappen der Familie von Gevertzhagen auf, die seit der ersten Hälfte des 13. Jahrhunderts in mehreren Urkunden erwähnt ist und die in der Umgebung von Gebhardshain begütert war. |

### Wahlkreise
Bei Landtagswahlen gehörten die der Verbandsgemeinde Gebhardshain angehörenden Gemeinden zum Wahlkreis 02-Altenkirchen, bei Bundestagswahlen zum Wahlkreis 198-Neuwied.